# 2. liga NS Ludbreg 2010./11.
Ovaj članak je podtema članka: 7. rang HNL-a 2010./11.

2. liga NS Ludbreg u sezoni 2010./11. bila je nogometna liga trećeg stupnja na području Varaždinske županije te liga sedmog stupnja nogometnog prvenstva Hrvatske. 
 
Liga se sastojala od 7 klubova. Prvak je bio "Bukovčan '27" iz Malog Bukovca.

## Ljestvica
| mj. | klub                      | ut. | pob. | ner. | por. | gol+ | gol- | bod |
| --- | ------------------------- | --- | ---- | ---- | ---- | ---- | ---- | --- |
| 1.  | Bukovčan '27 Mali Bukovec | 18  | 14   | 3    | 1    | 56   | 26   | 45  |
| 2.  | Karlovec                  | 18  | 9    | 6    | 3    | 57   | 26   | 33  |
| 3.  | Dinamo Apatija            | 18  | 8    | 5    | 5    | 47   | 33   | 29  |
| 4.  | Novakovec                 | 18  | 8    | 5    | 5    | 41   | 32   | 29  |
| 5.  | Poljanec                  | 18  | 4    | 4    | 10   | 31   | 57   | 16  |
| 6.  | Poljoprivrednik Kapela    | 18  | 3    | 5    | 10   | 36   | 46   | 14  |
| 7.  | Podgora Bolfan            | 18  | 3    | 0    | 15   | 19   | 67   | 9   |